# Poliskammare
Poliskammare (förkortat PK) var förr i större svenska städer en särskild kommunal polismyndighet som jämte magistraten utövade tillsyn över stadens polisstyrka. Begreppet försvann i samband med polisväsendets förstatligande 1965.